# Euhaplomyces ancyrophori
Euhaplomyces ancyrophori — вид грибів, що належить до монотипового роду Euhaplomyces.